# Małgorzata Niewiadomska-Cudak
Małgorzata Krystyna Niewiadomska-Cudak (ur. 3 sierpnia 1966 w Łodzi) – polska politolog i samorządowiec, doktor habilitowana nauk społecznych, profesor nadzwyczajna Akademii Ekonomiczno-Humanistycznej w Warszawie. Wieloletnia radna miejska Łodzi, od 2019 do 2021 wiceprzewodnicząca Sojuszu Lewicy Demokratycznej.

## Życiorys
W 1990 ukończyła studia z filologii polskiej na Wydziale Filologicznym Uniwersytetu Łódzkiego, a w 2000 z realizacji telewizyjnej w Państwowej Wyższej Szkole Filmowej, Telewizyjnej i Teatralnej im. Leona Schillera w Łodzi. Odbyła także studia podyplomowe z logopedii na Uniwersytecie Łódzkim (1996) oraz zarządzania w oświacie i dydaktyki przedsiębiorczości na Akademii Ekonomicznej w Katowicach (2002). W 2009 uzyskała na Uniwersytecie Marii-Curie Skłodowskiej w Lublinie stopień naukowy doktora nauk humanistycznych na podstawie rozprawy pt. Wybory samorządowy w Łodzi w latach 1990–2006 napisanej pod kierunkiem Marka Żmigrodzkiego. Na tejże uczelni habilitowała się w 2014 na podstawie pracy pt. Reprezentacja wyborcza kobiet po wejściu Polski do Unii Europejskiej. W pracy naukowej specjalizowała się m.in. w zakresie samorządu terytorialnego, polityki lokalnej i marketingu politycznego. Objęła stanowisko profesor nadzywczajnej na Wydziale Nauk Społecznych Wyższej Szkoły Finansów i Zarządzania w Warszawie (przekształconej następnie w Akademię Ekonomiczno-Humanistyczną w Warszawie, a następnie z dniem 15 maja 2025 r. w Uniwersytet Vizja), wykładała także w PWSTiF w Łodzi oraz w Instytucie Studiów Politologicznych Uniwersytetu Łódzkiego.
Wstąpiła do Sojuszu Lewicy Demokratycznej, w 2016 wybrana przewodniczącą partii w województwie łódzkim, a w 2019 wiceprzewodniczącą krajową SLD (stanowisko zajmowała do 2021). W 2002, 2006, 2010, 2014 i 2018 uzyskiwała mandat radnej miejskiej Łodzi, objęła fotel wiceprzewodniczącej rady VII i VIII kadencji (od 2014). Bez powodzenia startowała do Sejmu w 2011 oraz w 2019 do Senatu w okręgu nr 24 (zajęła ostatnie, trzecie miejsce z 26,43% głosów). W maju 2021 odeszła z klubu radnych SLD na tle wewnątrzpartyjnego konfliktu, przystąpiła wówczas do nowego klubu Łódzka Lewica (od 2022 pod nazwą Niezależni Socjaldemokraci). Została przewodniczącą związanego z nim stowarzyszenia Niezależni Socjaldemokraci. 7 marca 2025 r. została powołana przez Ministra Nauki i Szkolnictwa Wyższego do Zespołu Doradczego Rada ds. Kobiet w Szkolnictwie Wyższym i Nauce. 